# Antanosi
Antanosi ili Antesaka su jedan od 18 naroda Madagaskara, od 600 000pripadnika (2.3 % stanovnika Madagaskara), koji žive na jugoistoku otoka u današnjoj Regija Anosi, oko grada Tolanaro.
Njihovo ime na malagaškom znači ljudi od otoka (otočani).
Antanosi kao i većinski Merine govore - malgaški makrojezik, njegovu varijantu zvanu Tanosi jezik.

## Povijest
Po njihovoj usmenoj predaji oni su svi potomci legendarnog praoca Zafi Raminia koji je na Madagaskar stigao pobjegavši iz Meke u 14. stoljeću.
Antanosi su vjekovima živjeli potpuno nezavisno bez stvaranja bilo kakve jedinstvene političko-socijalne strukture kao što je država. Kao i drugi malgaški narodi su tokom 19. stoljeća izgubili svoju slobodu i potpali pod Kraljevstvo Merina -1830. Deset godina kasnije pobunili protiv merinske dominacije. Zbog represije i pritiska se njihovih 30 000 tadašnjih pripadnika odselilo iz merinskih teritorija (središnji dio centralne visoravni) na jugoistok otoka u zemlje gdje su živjeli narodi Bara i Antandroi.
Antanosi su danas podjeljeni na pet podskupina; Tesak, Ivondro, Tevatomalama, Terara i Temanalo.

## Zemljopisna rasprostranjenost
Antanosi danas žive većinom u Regiji Anosi, od grada Tolanaro sve do rijeke Onilahi duž obala Indijskog oceana.
Antanosi se danas većinom bave poljoprivredom i zanatsvom, kao kovači i stolari. Među susjednim narodima važe za izuzetno dobre drvodjelje koji izrađuju drvene dekorativne skulpture za kuću s prizorima iz života njihovih pokojnika.

## Običaji
Za razliku od ostalih malgaških naroda Antanosi nikada nisu imali kastinsku podjelu svog društva. Njihova socijalna struktura temelji se na porodičnim klanovima s jednim vođom.
Svoje grobove ukrašavaju velikim kamenim obeliscima, koji su koji put visoki do 6 metara.
Antanosi imaju mnoge tabue koje strogo poštuju i kojih se drže. Tako se na primjer - ne smije sjediti ili hodati po sagu svoje sestre. Trudnica za vrijeme trudnoće nesmije sjediti na pragu kuće ili jesti mozak životinja, i treba izbjegavati razgovarati s ljudima, također treba izbjegavati da odrasla osoba koja nije imala djece provede noć u njenoj kući. Za vrijeme pogrebnih svečanosti, kad se za uzvanike pripremi jelo od mesa, porodica pokojnika ne smije jesti to meso. Grobari za vrijeme ukopa - ne smiju nositi odjeću. Svi aspekti njihova života, od izgradnje i izleda kuća, do putovanja, prepuni su zabrana.

## Vanjske poveznice
- Antanosy (šp.)